# Buchanan Lake Village (Teksas)
Buchanan Lake Village je naseljeno mjesto za statističke potrebe u američkoj saveznoj državi Teksas. Prema popisu stanovništva iz 2010. u njemu je živjelo 692 stanovnika.